# Compagnie centrale d'éclairage par le gaz
La Compagnie Centrale d'éclairage par le Gaz, fondée en 1847 à Paris avec un capital de 1,2 million de francs, est l'une des doyennes, parmi les entreprises gazières de France et assurait la distribution de ce produit dans une quinzaine de villes de France et six d'Algérie.

## Histoire
La Compagnie centrale d'éclairage par le gaz est fondée le 23 mars 1847 sous le nom de « Compagnie Centrale d’Éclairage par le gaz » pour les villes de Dieppe, Pont-Audemer, Honfleur et Chartres. Le fondateur, Charles Louis André Lebon, est né à Dieppe en 1800 et n'a pas de lien de parenté avec l'inventeur du chauffage au gaz Philippe Lebon. Il a d'abord opéré dans ce domaine en 1841 à Barcelone, en Espagne, puis a obtenu en 1843 le contrat pour l'éclairage de Valence et en 1845 celui de Cadix. 
Entrée en Bourse en 1864, la compagnie est la sixième capitalisation dès 1891 à la Bourse de Paris, où les sociétés de services (banque, transport, distribution de gaz ou d'électricité sont dominantes.
Basée rue de Londres à Paris, elle porte son capital à 17,5 millions de francs en 1905.